# Гірпіни
Гірпіни ( лат . Hirpini ; Грецька : Ἱρπινοί ;  ) — стародавнє плем'я самнітів у Південній Італії . Хоча зазвичай вважаються самнітами, іноді вони розглядаються як окрема і незалежна нація. Вони населяли південну частину Самніуму, у більш широкому значенні цієї назви, приблизно територію, яка тепер відома як Ірпінія від їхньої назви — гірський регіон, що межує з Базілікатою на півдні, з Апулією на сході та з Кампанією на заході. . Ніякі чіткі природні кордони не відокремлювали їх від цих сусідніх народів, але вони займали високі масиви та групи центральних Апеннін, тоді як рівнини з кожного боку та нижчі хребти, які їх обмежували, належали їх більш везучим сусідам. 

## Ім'я
Їх назва , на думку стародавніх авторів,походить від hirpus ( оскійською  « вовк ») і означає "ті, хто належить до вовка".  Відповідно до цього висновку, їхніх перших предків до нових поселень, мовляв, керував вовк.  Ця традиція передбачає, що гірпіни вважалися мігруючими, як і інші сабеллійські народи на півдні Італії, з півночі, але коли ця міграція відбулася, невідомо. З огляду на їхнє положення на просторах центральних Апеннін, вони, ймовірно, були там задовго до того, як вперше з’явилися в історії.